# Пентеконтетия
Пентеконтетия (на гръцки: πεντηκονταετία) или периодът от петдесет години (480 – 431 г. пр.н.е.) е термин, използван в древногръцката история за периода между поражението на второто персийско нашествие в Гърция при Платея през 479 г. пр.н.е. и началото на Пелопонеската война през 431 г. пр.н.е. Терминът произхожда от Тукидид, който го използва в своята История на Пелопонеската война. Периодът е белязан от възхода на Атина като доминираща държава в елинския свят и на атинската демокрация, период, известен също като златен век на Атина/Перикъл. Терминът обикновено се използва, когато се обсъждат събитията в Атина или с нейно участие.
Малко след гръцката победа от 479 г. пр.н.е. Атина създава и поема ръководството на Делоския съюз, коалиция от държави, които искат да продължат войната срещу Персия. Тази лига постига редица успехи и скоро се утвърждава като доминираща военна сила в Егейско море. Атинският контрол върху лигата се разраства, тъй като някои „съюзници“ са сведени до статуса на поданици, плащащи данък, а към средата на 5 век пр.н.е. (хазната на лигата е преместена от Делос в Атина през 454 г. пр.н.е.) лигата се трансформира в атинска империя. Атина се възползва много от тази почит, преминавайки през културен ренесанс и предприемайки мащабни обществени строителни проекти, включително Партенона ; Междувременно атинската демокрация се развива в това, което днес се нарича радикална или Периклова демокрация, в която народното събрание и големите граждански съдебни журита упражняват почти пълен контрол над държавата.
По-късните години на Пентеконтетия са белязани от нарастващия конфликт между Атина и традиционните сухопътни сили на Гърция, водени от Спарта. Между 460 г. пр.н.е. и 445 г. пр.н.е. Атина се бори с променяща се коалиция от континентални сили в Първата Пелопонеска война. По време на този конфликт Атина придобива и след това губи контрол над големи области от централна Гърция. Конфликтът приключва с Тридесетгодишния мир, който продължава до началото на Пелопонеската война и бележи края на Пентеконтетията.
Окончателното разпадане на мира е предизвикано от нарастващия конфликт между Атина и няколко от съюзниците на Спарта. Съюзът на Атина с Коркира и атаката срещу Потидея разгневяват Коринт и с нарочен указ той налага строги икономически санкции на Мегара, друг спартански съюзник. Тези спорове, заедно с общото схващане, че атинската власт е станала твърде мощна, водят до нарушаването на Тридесетгодишния мир и през 431 г. пр.н.е. избухва Пелопонеската война.

## Обща характеристика
Според Тукидид „от Гръко-персийските войни до Пелопонеската война спартанците и атиняните ту воюваха едни срещу други, ту срещу собствените си съюзници, които искаха да се освободят от тяхното влияние, ту, сключвайки примирие, непрекъснато подобряваха военните си средства и обогатяваха опита си в сраженията“. Гледан в ретроспекция, този петдесетгодишен период се възприема като подготовка за конфликта, до който неизбежно трябвало да доведе съперничеството между двата големи гръцки полиса. Спарта, чийто авторитет дотогава не е оспорван, гледа с тревога как мощта на Атина се разраства и разклаща собственото ѝ влияние дори в Пелопонес. Този възход е с огромно значение не само за историята на Гърция, но и за цялата ни цивилизация, защото именно издигайки се до челна роля в политическата и военната сфера, Атина успява да разгърне целия си гений в областта на мисълта, литературата и изкуството. Половината столетие от 480 до 430 г. пр.н.е. с основание остава в историята под името „Периклов век“: той дава решителен тласък на гръцката цивилизация.

## Хронология
479 – Възстановяване на Атина: Въпреки че гърците са победители в Персийската война, много гърци вярват, че персите ще си отмъстят. Това кара Атина да възстанови градските си стени, които са разрушени от персийската армия по време на окупацията на Атика през 480 г.
478 – Създаване на Делоския съюз: Атина и други градове-държави образуват коалиция срещу Персия.
477 – Завладяване на Ейон: Кимон, син на военачалника Милтиад със славата от Маратон, води Атина до многобройни победоносни кампании и военни завоевания. През 477 г. той повежда армия срещу окупирания от персите Ейон в Северна Гърция. Атина успява да се възползва от това нашествие, тъй като регионът е богат на дървен материал, който е от решаващо значение за изграждането на процъфтяващия военноморски флот на Атина.
476 – Завладяването на Скирос: Нашествията продължават с успех наравно с предишните кампании на Кимон. През 476 г. Атина се бие срещу пиратите на Скирос, тъй като Делоският съюз иска да намали пиратството в региона и да сложи ръка на важни ресурси.
469 – Операция в Мала Азия и битката при Евримедон: От началото на 469 до 466 г. Делоската лига повежда армия в Мала Азия срещу Персия. Кимон убеждава гръцките селища на карийското и ликийското крайбрежия да се разбунтуват срещу Персия. Това кара персийската армия да мобилизира сила за битка с Кимон в битката при Евримедон в Памфилия. Кимон успява бързо да победи персийската армия и печалбите от войната са използвани за финансиране на градските стени на Атина.
465 – Операции в Северна Гърция: Мощта на Атина и желанието за експанзия нарастват. През 465 г., след като завладяват Херсонес, атиняните се опитват да установят контрол над Тасос. Тукидид пише, че Спарта обмисля нахлуване в Атика, за да помогне за освобождаването на Тасос. Въпреки това, след едно катастрофално земетресение и последвалото въстание на илотите в Спарта, не е предприета никаква атака – ако наистина се е предвиждала.
461 – Дебатът в Атина относно помощта за Спарта: при наличието на огромно множество илоти, които се бунтуват срещу Спарта и се укрепяват в твърдината Итоми, Атина предлага своята помощ, като изпраща сила от 4000 хоплити, за да потиснат бунтовниците. Според Тукидид Спарта решава да откаже атинската армия на Кимон, защото се опасява, че Атина ще убеди илотите да сформират коалиция с нея и да обсадят Спарта. Спартанците не се чувстват комфортно с такава голяма атинска сила в града си. Ако атиняните обърнат гръб на Спарта, градът няма да може да се защити. В този момент Спарта признава, че Атина може да стане твърде мощна. Според Тукидид атиняните са дълбоко обидени от отстраняването им. Те денонсират първоначалния си договор със Спарта, сключен по време на гръко-персийските войни, след което сключват съюз с Аргос, основен враг на спартанците.
460 – Сблъсък на Атина с Древен Коринт за Мегара: Мегарците се присъединяват към Делоската лига поради войната им с Коринт. Това разгневява коринтяните, но атиняните успяват да спечелят войната срещу Коринт с лекота.
460 – Атинска експедиция в Египет: Атина повежда коалиция с египтяните, за да въстанат срещу Персия. Шестгодишната им експедиция обаче не води до голям успех срещу Персия, тъй като 100 атински кораба са унищожени в района на делтата на Нил.
458 – Дългите стени: Изграждането на дългите стени дава на Атина голямо военно предимство, като образува бариера около полиса и неговите пристанища, което позволява на нейните кораби да имат достъп до водни пътища без заплаха от външни сили. Построени са две стени от града до морето, едната към Фалерон, а другата към Пирея. Атина разчитаа тези дълги стени, за да се защити от нашествие, докато изпраща по-добрите си кораби да нападат градовете на противника.
458 – Битката при Танагра: Според Тукидид спартанците, мотивирани от етническа солидарност, изпращат 1500 хоплити и допълнителни 10 000 от силите на своите съюзници, за да пресрещнат армията на фокидците, нахлуваща в Дорида. Спартанците побеждават, но се оказват заклещени в тази чужда земя. Атина, подозирайки заговор от страна на спартанците за сваляне на демокрацията и спиране на изграждането на Дългите стени, след това атакува спартанците при Танагра в Беотия със сила от 14 000 души. Спартанците побеждават и в тази битка.
457 – Битката при Енофита: След като спартанците се завръщат у дома от Танагра, атиняните завладяват Беотия и Фокида след битка при Енофита. След това разрушават укрепленията на Танагра.
450 – Калиев мир – Въпреки че този мирен договор е обект на научен дебат, се твърди, че Атина и Персия са се съгласили на спиране на военните действия. 
447 – Силите на Атина са победени при Коронея, което кара атинската армия да избяга от Беотия.
446 – Пелопонеско нахлуване в Атика: Атина продължава непряката си война със Спарта, като се опитва да получи контрол над Делфи. Градове-държави като Мегара и Евбея започват да се бунтуват срещу Атина и Делоската лига, когато спартанската армия нахлува в атинската територия.
445 – Тридесетгодишният мир между Атина и Спарта: След като загубва Атика, Беотия и Мегара, Атина се съгласява на тридесетгодишен мир в замяна на всички завладени области в региона на Пелопонес. От този момент нататък всички бъдещи конфликти между Атина и Спарта трябва да се разрешават чрез арбитраж.
447 – Атинска колонизация и колонията Бреа: С 30-годишния мирен договор Атина успява да насочи вниманието си към растеж, а не към война. От 447 до 445 г. Делоската лига успява да повлияе на нови полиси, намиращи се близо до Средиземно море, да се присъединят и да плащат данък ( phoro ). Това помага на региона, тъй като данъците, плащани от всеки полис, намаляват.
441 – Бунтът на Самос: Атина решава да обсади Самос след въстанието им през 441 г. Въпреки това, Персия решава да се възползва от възможността да подкрепи Самос, въпреки че са подписали Калиевия мир с Атина. В крайна сметка Атина ще похарчи 1200 таланта, за да финансира войната чрез хазната на Делоската лига. Някои учени смятат, че Спарта също може да е помогнала на Самос, но е решила да се оттегли, след като е подписала Тридесетгодишния мирен договор.
437 – Основаването на Амфиполис: С огромни ресурси, особено дървен материал за корабостроене, Атина основава град Амфиполис на река Стримон. Амфиполис е изключително важен за Атина, тъй като контролира много търговски пътища.
432 – Бунт в Потидея: Атина е застрашена от възможността за бунт в Потидея, подстрекаван от Коринт и Македония. След битка в Македония, която приключва със споразумение между двете страни, Атина се настанява в Потидея. Преди това те искат Потидея да събори крепостните си стени и да прогони коринтските посланици. Въпреки това, когато Атина стига до Потидея, жителите са в разгара на бунта и се подготвят да се бият с Атина с подкрепата на коринтската армия. Коринтяните успяват да убедят спартанците да се присъединят към каузата, но битката завършва с победа на атиняните.
432 – Мегарският указ: С помощта на Спарта, Мегара призова Атина да отмени своя указ срещу тях, тъй като вреди на икономиката им (било им забранено да използват пазарите и пристанищата на Атина). Атина твърди, че мегарците са ги обидили, като са навлезли в земя, свещена за Деметра, и са убили атински посланик. Повечето учени обаче вярват, че указът е акт на отмъщение, когато Мегара се разбунтува по време на ранните години на Пентеконтетия.
432 – Пелопонеска война – Тя бележи края на Пентеконтетия, тъй като Атина и Спарта започват тотална война, която в крайна сметка води до падането на Атинската империя.

## Демокрацията в Атина по време на Пентеконтетия
След изгнанието на Кимон в Атина неговите съперници Ефиалт и Перикъл провеждат демократични социални реформи. През 462 г. Ефиалт се изправя срещу Ареопага, твърдейки, че членовете му злоупотребяват с властта си. Част от реформата е въвеждането на право на обществен протест срещу незаконните укази (graphe paranomon). Всеки гражданин има право да оспори предишен декрет, издаден от Ареопага, и да то обяви за невалиден. Народното събрание трябва да провежда „докимасия“ или проверка на държавните служители, преди да встъпят в длъжност. Възможностите за гражданите да бъдат назначени на служба нарастват значително. Прехвърлянето на правомощията на Ареопага на всички атински граждани позволява едно по-демократично общество.
След смъртта на Ефиалт неговият по-млад партньор Перикъл продължава с реформите, превръщайки Атина в най-демократичния град-държава на Древна Гърция. През 450 г. той въвежда държавна заплата от два обола на ден за съдебните заседатели, за да стимулира общественото участие на гражданите. Тази система обаче предизвика възмущение от елита, според който бедните са необразовани и неспособни да управляват.